# オーデュボン郡区 (アイオワ州オーデュボン郡)
オーデュボン郡区 (オーデュボンぐんく、Audubon Township) は、アメリカ合衆国アイオワ州オーデュボン郡にある12の郡区の一つである。2000年の国勢調査で、人口は226人だった。

## 地理
オーデュボン郡区は104.8平方キロメートル（40.45平方マイル)で、基礎自治体は存在しない。アメリカ地質調査所によると、この郡区にはGroveとPleasant HillとSaint Johnsの3つの霊園が含まれている。